# Біггсвілл (Іллінойс)
Біггсвілл (англ. Biggsville) — селище (англ. village) в США, в окрузі Гендерсон штату Іллінойс. Населення — 300 осіб (2020).

## Географія
Біггсвілл розташований за координатами 40°51′14″ пн. ш. 90°51′44″ зх. д. / 40.85389° пн. ш. 90.86222° зх. д. (40.853931, -90.862252).  За даними Бюро перепису населення США в 2010 році селище мало площу 0,87 км², уся площа — суходіл.

## Демографія
Згідно з переписом 2010 року, у селищі мешкали 304 особи в 133 домогосподарствах у складі 84 родин. Густота населення становила 348 осіб/км².  Було 152 помешкання (174/км²).
Расовий склад населення:
| - 97,4 % — білих - 0,3 % — чорних або афроамериканців - 1,0 % — осіб інших рас |

До двох чи більше рас належало 1,3 %. Частка іспаномовних становила 2,0 % від усіх жителів.
За віковим діапазоном населення розподілялося таким чином: 23,7 % — особи молодші 18 років, 56,2 % — особи у віці 18—64 років, 20,1 % — особи у віці 65 років та старші. Медіана віку мешканця становила 39,5 року. На 100 осіб жіночої статі у селищі припадало 78,8 чоловіків;  на 100 жінок у віці від 18 років та старших — 87,1 чоловіків також старших 18 років.
Середній дохід на одне домашнє господарство  становив 58 656 доларів США (медіана — 56 667), а середній дохід на одну сім'ю — 65 912 долари (медіана — 66 000). За межею бідності перебувало 2,0 % осіб, у тому числі 4,1 % дітей у віці до 18 років та 0,0 % осіб у віці 65 років та старших.
Цивільне працевлаштоване населення становило 145 осіб. Основні галузі зайнятості: освіта, охорона здоров'я та соціальна допомога — 37,9 %, виробництво — 22,1 %, роздрібна торгівля — 6,9 %, науковці, спеціалісти, менеджери — 5,5 %.